# Bothriochloa
Bothriochloa là một chi thực vật có hoa trong họ Hòa thảo (Poaceae).

## Loài
Chi Bothriochloa gồm các loài: